# 旧唐書
『旧唐書』（くとうじょ、繁体字: 舊唐書; 簡体字: 旧唐书; 拼音: Jiù Tángshū; ウェード式: Chiu T'ang-shu）は、中国五代十国時代の後晋出帝の時に劉昫・張昭遠・賈緯・趙瑩らによって編纂された歴史書。二十四史の一つ。唐の成立（618年）から滅亡まで（907年）について書かれている。
当初の呼び名は単に『唐書』だったが、『新唐書』が編纂されてからは『旧唐書』と呼ばれるようになった。

## 概要
完成と奏上は945年（開運2年）6月だが、その翌年には後晋が滅びてしまうため、編纂責任者が途中で交代するなど1人の人物に2つの伝を立てたり、初唐に情報量が偏り、晩唐は記述が薄いなどの問題があった。なお、北宋時代に『新唐書』が編纂されているが、逆に生の資料をそのまま書き写したりしているため、資料的価値は『新唐書』よりも高いと言われる。

## 構成
「本紀」20巻、「列伝」150巻、「志」30巻の計200巻から成る。紀伝体の書である。

### 本紀
1. 本紀第一 高祖
2. 本紀第二 太宗上
3. 本紀第三 太宗下
4. 本紀第四 高宗上
5. 本紀第五 高宗下
6. 本紀第六 則天皇后
7. 本紀第七 中宗 睿宗
8. 本紀第八 玄宗上
9. 本紀第九 玄宗下
10. 本紀第十 粛宗
11. 本紀第十一 代宗
12. 本紀第十二 徳宗上
13. 本紀第十三 徳宗下
14. 本紀第十四 順宗 憲宗上
15. 本紀第十五 憲宗下
16. 本紀第十六 穆宗
17. 本紀第十七上 敬宗 文宗上
18. 本紀第十七下 文宗下
19. 本紀第十八上 武宗
20. 本紀第十八下 宣宗
21. 本紀第十九上 懿宗
22. 本紀第十九下 僖宗
23. 本紀第二十上 昭宗
24. 本紀第二十下 哀帝

### 志
1. 志第一 礼儀一
2. 志第二 礼儀二
3. 志第三 礼儀三
4. 志第四 礼儀四
5. 志第五 礼儀五
6. 志第六 礼儀六
7. 志第七 礼儀七
8. 志第八 音楽一
9. 志第九 音楽二
10. 志第十 音楽三
11. 志第十一 音楽四
12. 志第十二 暦一
13. 志第十三 暦二
14. 志第十四 暦三
15. 志第十五 天文上
16. 志第十六 天文下
17. 志第十七 五行
18. 志第十八 地理一
19. 志第十九 地理二
20. 志第二十 地理三
21. 志第二十一 地理四
22. 志第二十二 職官一
23. 志第二十三 職官二
24. 志第二十四 職官三
25. 志第二十五 輿服
26. 志第二十六 経籍上
27. 志第二十七 経籍下
28. 志第二十八 食貨上
29. 志第二十九 食貨下
30. 志第三十 刑法

### 列伝
1. 列伝第一 后妃上 - 高祖太穆皇后竇氏・太宗文徳皇后長孫氏・賢妃徐氏・高宗廃后王氏・中宗和思皇后趙氏・中宗韋庶人・上官昭容・睿宗粛明皇后劉氏・睿宗昭成皇后竇氏・玄宗廃后王氏・玄宗貞順皇后武氏・玄宗楊貴妃
2. 列伝第二 后妃下 - 玄宗元献皇后楊氏・粛宗張皇后・粛宗韋妃・粛宗章敬皇后呉氏・代宗睿真皇后沈氏・代宗崔妃・代宗貞懿皇后独孤氏・徳宗昭徳皇后王氏・徳宗韋賢妃・順宗荘憲皇后王氏・憲宗懿安皇后郭氏・憲宗孝明皇后鄭氏・女学士尚宮宋氏・穆宗恭僖皇后王氏・敬宗郭貴妃・穆宗貞献皇后蕭氏・穆宗宣懿皇后韋氏・武宗王賢妃・宣宗元昭皇后晁氏・懿宗恵安皇后王氏・昭宗積善皇后何氏
3. 列伝第三 - 李密（単雄信・王伯当）
4. 列伝第四 - 王世充・竇建徳
5. 列伝第五 - 薛挙・李軌・劉武周・高開道・劉黒闥・徐円朗
6. 列伝第六 - 蕭銑・杜伏威・輔公祏（中国語版）・沈法興・李子通・羅芸・梁師都
7. 列伝第七 - 裴寂・劉文静
8. 列伝第八 - 唐倹・長孫順徳・劉弘基・殷嶠・劉政会・柴紹・武士彠
9. 列伝第九 - 屈突通・任瓌（中国語版）・丘和・許紹・李襲志・姜謩（中国語版）
10. 列伝第十 宗室 - 永安王孝基・淮安王神通・襄邑王神符・長平王叔良・襄武王琛・河間王孝恭・廬江王瑗・淮陽王道玄・江夏王道宗・隴西王博乂
11. 列伝第十一 - 温大雅・陳叔達・竇威（竇惲）
12. 列伝第十二 - 李綱・鄭善果・楊恭仁・皇甫無逸・李大亮
13. 列伝第十三 - 封倫・蕭瑀・裴矩・宇文士及
14. 列伝第十四 高祖二十二子 - 隠太子建成・衛王玄霸・巣王元吉・楚王智雲・荊王元景・漢王元昌・酆王元亨・周王元方・徐王元礼・韓王元嘉・彭王元則・鄭王元懿・霍王元軌・虢王鳳・道王元慶・鄧王元裕・舒王元名・魯王霊夔・江王元祥・密王元暁・滕王元嬰
15. 列伝第十五 - 高士廉・長孫無忌
16. 列伝第十六 - 房玄齢・杜如晦
17. 列伝第十七 - 李靖・李勣
18. 列伝第十八 - 尉遅敬徳・秦叔宝・程知節・段志玄・張公謹
19. 列伝第十九 - 侯君集・張亮・薛万徹・薛万均
20. 列伝第二十 - 王珪・戴冑・岑文本・杜正倫
21. 列伝第二十一 - 魏徴
22. 列伝第二十二 - 虞世南・李百薬・褚亮
23. 列伝第二十三 - 薛収・姚思廉・顔師古・令狐徳棻（李延寿）・孔穎達
24. 列伝第二十四 - 劉洎・馬周・崔仁師
25. 列伝第二十五 - 蘇世長・韋雲起・孫伏伽・張玄素
26. 列伝第二十六 太宗諸子 - 恒山王承乾・楚王寛・呉王恪・濮王泰・庶人祐・蜀王愔・蔣王惲・越王貞・紀王慎・江王囂・代王簡・趙王福・曹王明
27. 列伝第二十七 - 韋挺・楊纂・劉徳威・閻立徳（閻立本）・柳亨・崔義玄
28. 列伝第二十八 - 于志寧・高季輔・張行成
29. 列伝第二十九 - 祖孝孫・傅仁均・傅奕・李淳風・呂才
30. 列伝第三十 - 褚遂良・韓瑗・来済・上官儀
31. 列伝第三十一 - 崔敦礼・盧承慶・劉祥道・李敬玄・李義琰・孫処約・楽彦瑋・趙仁本
32. 列伝第三十二 - 許敬宗・李義府
33. 列伝第三十三 - 郭孝恪・張倹・蘇定方・薛仁貴・程務挺・張士貴・趙道興
34. 列伝第三十四 - 劉仁軌・郝処俊・裴行倹
35. 列伝第三十五 - 唐臨・張文瓘・徐有功
36. 列伝第三十六 高宗中宗諸子 - 燕王忠・原王孝・沢王上金・許王素節・孝敬皇帝弘・章懐太子賢・懿徳太子重潤・庶人重福・節愍太子重俊・殤帝重茂
37. 列伝第三十七 - 裴炎・劉禕之・魏玄同・李昭徳
38. 列伝第三十八 - 韋思謙・陸元方・蘇瓌
39. 列伝第三十九 - 狄仁傑・王方慶・姚璹
40. 列伝第四十 - 王及善・杜景倹・朱敬則・楊再思・李懐遠・豆盧欽望
41. 列伝第四十一 - 桓彦範・敬暉・崔玄暐・張柬之・袁恕己
42. 列伝第四十二 - 魏元忠・韋安石・韋陟・韋斌・韋抗・韋巨源・趙彦昭・蕭至忠・宗楚客・紀処訥
43. 列伝第四十三 - 婁師徳・王孝傑・唐休璟・張仁願・薛訥・王晙
44. 列伝第四十四 - 蘇味道・李嶠・崔融・盧蔵用・徐彦伯
45. 列伝第四十五 睿宗諸子 - 譲皇帝憲・恵荘太子撝・恵文太子範・恵宣太子業・隋王隆悌
46. 列伝第四十六 - 姚崇・宋璟
47. 列伝第四十七 - 劉幽求・鍾紹京・郭元振・張説
48. 列伝第四十八 - 魏知古・盧懐慎・源乾曜・李元紘・杜暹・韓休・裴耀卿
49. 列伝第四十九 - 崔日用・張嘉貞・蕭嵩・張九齢・李適之・厳挺之
50. 列伝第五十 - 尹思貞・李傑・解琬・畢構・蘇珦・鄭惟忠・王志愔・盧従願・李朝隠・裴漼・王丘
51. 列伝第五十一 - 李乂・薛登・韋湊・韓思復・張廷珪・王求礼・辛替否
52. 列伝第五十二 - 馬懐素・褚無量・劉子玄・徐堅・元行沖・呉兢・韋述
53. 列伝第五十三 - 郭虔瓘・郭知運・王君㚟・張守珪・牛仙客・王忠嗣
54. 列伝第五十四 - 高仙芝・封常清・哥舒翰
55. 列伝第五十五 - 宇文融・韋堅・楊慎矜・王鉷
56. 列伝第五十六 - 李林甫・楊国忠・張暐・王琚・王毛仲
57. 列伝第五十七 玄宗諸子 - 靖徳太子琮・庶人瑛・棣王琰・庶人瑤・靖恭太子琬・庶人琚・夏悼王一・儀王璲・潁王璬・懐哀王敏・永王璘・寿王瑁・延王玢・盛王琦・済王環・信王瑝・義王玼・陳王珪・豊王珙・恒王瑱・涼王璿・汴哀王璥
58. 列伝第五十八 - 韋見素・崔円・崔渙・杜鴻漸
59. 列伝第五十九 - 馮盎・阿史那社爾・契苾何力・黒歯常之・李多祚・李嗣業・白孝徳
60. 列伝第六十 - 李光弼・王思礼・鄧景山・辛雲京
61. 列伝第六十一 - 崔光遠・房琯・張鎬・高適・暢璀
62. 列伝第六十二 - 李暠・李麟・李国貞・李峘・李巨
63. 列伝第六十三 - 苗晋卿・裴冕・裴遵慶
64. 列伝第六十四 - 魯炅・裴茙・来瑱・周智光
65. 列伝第六十五 - 崔器・趙国珍・崔瓘・敬括・韋元甫・魏少遊・衛伯玉・李承
66. 列伝第六十六 粛宗代宗諸子 - 越王係・承天皇帝倓・衛王佖・彭王僅・兗王僴・涇王侹・鄆王栄・襄王僙・杞王倕・召王偲・恭懿太子佋・定王侗・淮陽王僖・昭靖太子邈・均王遐・睦王述・丹王逾・恩王連・韓王迥・簡王遘・益王迺・隋王迅・荊王選・蜀王遡・忻王造・韶王暹・嘉王運・端王遇・循王遹・恭王通・原王逵・雅王逸
67. 列伝第六十七 - 厳武・郭英乂・崔寧・厳震・厳礪
68. 列伝第六十八 - 元載・王縉・楊炎・黎幹・庾準
69. 列伝第六十九 - 楊綰・崔祐甫・常袞
70. 列伝第七十 - 郭子儀
71. 列伝第七十一 - 僕固懐恩・梁崇義・李懐光
72. 列伝第七十二 - 張献誠・路嗣恭・曲環・崔漢衡・楊朝晟・樊沢・李叔明・裴冑
73. 列伝第七十三 - 劉晏・第五琦・班宏・王紹・李巽
74. 列伝第七十四 - 薛嵩・令狐彰・田神功・侯希逸・李正己
75. 列伝第七十五 - 張鎰・劉従一・蕭復・柳渾
76. 列伝第七十六 - 李揆・李涵・陳少遊・盧𢝖・裴諝
77. 列伝第七十七 - 姚令言・張光晟・源休・喬琳・張渉・蔣鎮・洪経綸・彭偃
78. 列伝第七十八 - 段秀実・顔真卿
79. 列伝第七十九 - 韓滉・張延賞
80. 列伝第八十 - 王璵・李泌・崔造・関播
81. 列伝第八十一 - 李勉・李皋
82. 列伝第八十二 - 李抱玉・李抱真・王虔休・盧従史・李芃・李澄・李元素
83. 列伝第八十三 - 李晟（李愬）
84. 列伝第八十四 - 馬燧・渾瑊
85. 列伝第八十五 - 盧杞・白志貞・裴延齢・韋渠牟・李斉運・李実・韋執誼・王叔文・程异・皇甫鎛
86. 列伝第八十六 - 竇参・斉映・劉滋・盧邁・崔損・斉抗
87. 列伝第八十七 - 徐浩・趙涓・劉太真・李紓・邵説・于邵・崔元翰・于公異・呂渭・鄭雲逵・李益・李賀
88. 列伝第八十八 - 趙憬・韋倫・賈耽・姜公輔
89. 列伝第八十九 - 陸贄
90. 列伝第九十 - 韋皋・張建封・盧群
91. 列伝第九十一 - 田承嗣・田弘正・張孝忠
92. 列伝第九十二 - 李宝臣・王武俊・王廷湊
93. 列伝第九十三 - 李懐仙・朱滔・劉怦・程日華・李全略
94. 列伝第九十四 - 尚可孤・李観・戴休顔・陽恵元・李元諒・韓遊瓌・賈隠林・杜希全・尉遅勝・邢君牙・楊朝晟・張敬則
95. 列伝第九十五 - 劉玄佐・董晋・陸長源・劉全諒・李忠臣・李希烈・呉少誠・呉少陽
96. 列伝第九十六 - 薛播・鮑防・李自良・李説・厳綬・蕭昕・杜亜・王緯・李若初・于頎・盧徴・楊憑・鄭元・杜兼・裴玢・薛伾
97. 列伝第九十七 - 杜黄裳・高郢・杜佑
98. 列伝第九十八 - 裴垍・李吉甫・李藩・権徳輿
99. 列伝第九十九 - 于休烈・令狐峘・帰崇敬・奚陟・張薦・蔣乂・柳登・沈伝師
100. 列伝第一百 徳宗順宗諸子 - 舒王誼・通王諶・虔王諒・粛王詳・文敬太子謜・資王謙・代王諲・昭王誡・欽王諤・珍王諴・郯王経等
101. 列伝第一百一 - 高崇文・伊慎・朱忠亮・劉昌裔・范希朝・王鍔・閻巨源・孟元陽・趙昌
102. 列伝第一百二 - 馬璘・郝廷玉・王栖曜・劉昌・李景略・張万福・高固・郝玼・段佐・史敬奉
103. 列伝第一百三 - 姚南仲・劉迺・袁高・段平仲・薛存誠・盧坦
104. 列伝第一百四 - 孔巣父・許孟容・呂元膺・劉栖楚・張宿・熊望・柏耆
105. 列伝第一百五 - 穆寧・崔邠・竇群・李遜・薛戎
106. 列伝第一百六 - 于頔・韓弘・王智興
107. 列伝第一百七 - 王翃・郗士美・李鄘・辛秘・馬摠・韋弘景・王彦威
108. 列伝第一百八 - 武元衡・鄭余慶・韋貫之
109. 列伝第一百九 - 衛次公・鄭絪・韋処厚・崔群・路隨
110. 列伝第一百十 - 韓愈・張籍・孟郊・唐衢・李翺・宇文籍・劉禹錫・柳宗元・韋辞
111. 列伝第一百十一 - 李光進・烏重胤・王沛・李珙・李祐・董重質・楊元卿・劉悟・劉沔・石雄
112. 列伝第一百十二 - 潘孟陽・李翛・王遂・曹華・韋綬・鄭権・盧士玫・韓全義・高霞寓・高瑀・崔戎・陸亘・張正甫
113. 列伝第一百十三 - 孟簡・胡証・崔元略・杜元穎・崔弘礼・李虞仲・王質・盧簡辞
114. 列伝第一百十四 - 王播（王亀・王式）・李絳・楊於陵
115. 列伝第一百十五 - 韋夏卿・王正雅・柳公綽・崔玄亮・温造・郭承嘏・殷侑・徐晦
116. 列伝第一百十六 - 元稹・白居易
117. 列伝第一百十七 - 趙宗儒・竇易直・李逢吉・段文昌・宋申錫・李程
118. 列伝第一百十八 - 韋温・独孤郁・銭徽・高釴・馮宿・封敖
119. 列伝第一百十九 - 李訓・鄭注・王涯・王璠・賈餗・舒元輿・郭行余・羅立言・李孝本
120. 列伝第一百二十 - 裴度
121. 列伝第一百二十一 - 李渤・張仲方・裴潾・李中敏・李甘・高元裕・李漢・李景倹
122. 列伝第一百二十二 - 令狐楚・牛僧孺・蕭俛・李石
123. 列伝第一百二十三 - 鄭覃・陳夷行・李紳・李回・李玨・李固言
124. 列伝第一百二十四 - 李徳裕
125. 列伝第一百二十五 憲宗二十子・穆宗五子・敬宗五子・文宗二子・武宗五子・宣宗十一子・懿宗八子・僖宗二子・昭宗十子 - 恵昭太子寧・澧王惲・深王悰・洋王忻・絳王悟・建王恪・鄜王憬等・懐懿太子湊・安王溶・悼懐太子普・梁王休復・譲王執中・紀王言揚・陳王成美・荘恪太子永・蔣王宗倹・武宗五子・宣宗十一子・懿宗八子・僖宗二子・徳王裕・棣王祤等・嗣襄王熅・朱玫・王行瑜
126. 列伝第一百二十六 - 李宗閔・楊嗣復・楊虞卿・馬植・李譲夷・魏駿・周墀・崔亀従・鄭粛・盧商
127. 列伝第一百二十七 - 崔慎由・崔珙・盧鈞・裴休・楊収・韋保衡・路巌・夏侯孜・劉瞻・劉瑑・曹確・畢諴・杜審権・劉鄴・豆盧瑑
128. 列伝第一百二十八 - 趙隠・張裼・李蔚・崔彦昭・鄭畋・盧携・王徽
129. 列伝第一百二十九 - 蕭遘・孔緯・韋昭度・崔昭緯・張濬・朱朴・鄭綮・劉崇望・徐彦若・陸扆・柳璨
130. 列伝第一百三十 - 朱克融・李載義・楊志誠・張仲武・張允伸・張公素・李可挙・李全忠
131. 列伝第一百三十一 - 史憲誠・何進滔・韓允忠・楽彦禎・羅弘信
132. 列伝第一百三十二 - 王重栄・王処存・諸葛爽・高駢・時溥・朱瑄
133. 列伝第一百三十三 外戚 - 独孤懐恩・竇徳明・長孫敞・武承嗣・韋温・王仁皎・呉漵・竇覦・柳晟・王子顔
134. 列伝第一百三十四 宦官 - 楊思勗・高力士・李輔国・程元振・魚朝恩・竇文場・霍仙鳴・倶文珍・吐突承璀・王守澄・田令孜・楊復光・楊復恭
135. 列伝第一百三十五上 良吏上 - 韋仁寿・陳君賓・張允済・李桐客・李素立・薛大鼎・賈敦頤・李君球・崔知温・高智周・田仁会・韋機・権懐恩・馮元常・蔣儼・王方翼・薛季昶
136. 列伝第一百三十五下 良吏下 - 裴懐古・張知謇・楊元琰・倪若水・李濬・陽嶠・宋慶礼・姜師度・強循・潘好礼・楊茂謙・楊瑒・崔隠甫・李尚隠・呂諲・蕭定・蔣沇・薛玨・李恵登・任迪簡・范伝正・袁滋・薛苹・閻済美
137. 列伝第一百三十六上 酷吏上 - 来俊臣・周興・傅游芸・丘神勣・索元礼・侯思止・万国俊・来子珣・王弘義・郭霸・吉頊
138. 列伝第一百三十六下 酷吏下 - 姚紹之・周利貞・王旭・吉温・羅希奭・毛若虚・敬羽
139. 列伝第一百三十七上 忠義上 - 夏侯端・劉感・常達・羅士信・呂子臧・張道源・李公逸・張善相・李玄通・敬君弘・馮立・謝叔方・王義方・成三郎・尹元貞・高叡・王同晈・蘇安恒・兪文俊・王求礼・燕欽融・安金蔵
140. 列伝第一百三十七下 忠義下 - 李憕・張介然・崔無詖・盧奕・蔣清・顔杲卿・薛愿・張巡・許遠・程千里・袁光庭・邵真・符璘・趙曄・石演芬・張伾・甄済・劉敦儒・高沐・賈直言・庾敬休・辛讜
141. 列伝第一百三十八 孝友 - 李知本・張志寛・張志寛・王君操・趙弘智・陳集原・元譲・裴敬彝・裴守真・李日知・崔沔・陸南金・張琇・梁文貞・崔衍・丁公著・羅譲
142. 列伝第一百三十九上 儒学上 - 徐文遠・陸徳明・曹憲・欧陽詢・朱子奢・張士衡・賈公彦・張後胤・蓋文達・谷那律・蕭徳言・許叔牙・敬播・劉伯荘・秦景通・羅道琮
143. 列伝第一百三十九下 儒学下 - 邢文偉・高子貢・郎余令・路敬淳・王元感・王紹宗・韋叔夏・祝欽明・郭山惲・柳沖・盧粲・尹知章・徐岱・蘇弁・陸質・馮伉・韋表微・許康佐
144. 列伝第一百四十上 文苑上 - 孔紹安・袁朗・賀徳仁・庾抱・蔡允恭・鄭世翼・謝偃・崔信明・張蘊古・劉胤之・張昌齢・崔行功・孟利貞・董思恭・元思敬・徐斉聃・杜易簡・盧照鄰・楊炯・王勃・駱賓王・鄧玄挺
145. 列伝第一百四十中 文苑中 - 郭正一・元万頃・喬知之・劉允済・富嘉謨・員半千・劉憲・沈佺期・陳子昂・宋之問・閻朝隠・賈曾・許景先・賀知章・席豫・斉澣・王澣・李邕・孫逖
146. 列伝第一百四十下 文苑下 - 李華・蕭穎士・陸拠・崔顥・王昌齢・孟浩然・元徳秀・王維・李白・杜甫・呉通玄・王仲舒・崔咸・唐次・劉蕡・李商隠・温庭筠・薛逢・李拯・李巨川・司空図
147. 列伝第一百四十一 方伎 - 崔善為・薛頤・甄権・宋侠・許胤宗・乙弗弘礼・袁天綱・孫思邈・明崇儼・張憬蔵・李嗣真・張文仲・尚献甫・孟詵・厳善思・金梁鳳・張果・葉法善・僧玄奘・神秀・一行・桑道茂
148. 列伝第一百四十二 隠逸 - 王績・田遊巌・史徳義・王友貞・盧鴻一・王希夷・衛大経・李元愷・王守慎・徐仁紀・孫処玄・白履忠・王遠知・潘師正・劉道合・司馬承禎・呉筠・孔述睿・陽城・崔覲
149. 列伝第一百四十三 列女 - 李徳武妻裴氏・楊慶妻王氏・楊三安妻李氏・魏衡妻王氏・樊会仁母敬氏・絳州孝女衛氏・濮州孝女賈氏・鄭義宗妻盧氏・劉寂妻夏侯氏・楚王霊亀妃上官氏・楊紹宗妻王氏・于敏直妻張氏・冀州女子王氏・樊彦琛妻魏氏・鄒保英妻奚氏・宋庭瑜妻魏氏・崔絵妻盧氏・奉天県竇氏二女・盧甫妻李氏・鄒待徴妻薄氏・李湍妻・董昌齢母楊氏・韋雍妻蘭陵県君蕭氏・衡方厚妻武昌県君程氏・女道士李玄真・孝女王和子
150. 列伝第一百四十四上 突厥上 - 始畢可汗・処羅可汗・頡利可汗・突利可汗・思摩・車鼻・単于 瀚海二都護府・骨咄禄・默啜・毗伽可汗・登利
151. 列伝第一百四十四下 突厥下 - 処羅可汗・射匱可汗・統葉護可汗・莫賀咄侯屈利俟毗可汗・咄陸可汗泥孰・沙鉢羅・乙毗沙鉢羅葉護可汗・乙毗射匱可汗・阿史那賀魯・阿史那弥射・阿史那歩真・突騎施烏質勒・蘇禄
152. 列伝第一百四十五 迴紇 - 迴紇
153. 列伝第一百四十六上 吐蕃上 - 吐蕃
154. 列伝第一百四十六下 吐蕃下 - 吐蕃
155. 列伝第一百四十七 南蛮 西南蛮 - 林邑国・婆利国・盤盤国・真臘国・耨陀洹国・訶陵国・堕和羅国・堕婆登国・東謝蛮・西趙蛮・牂牁蛮・南平獠・東女国・南詔蛮・驃国
156. 列伝第一百四十八 西戎 - 泥婆羅・党項羌・高昌・吐谷渾・焉耆国・亀茲国・疏勒国・于闐国・天竺国・罽賓国・康国・波斯国・拂菻国・大食国
157. 列伝第一百四十九上 東夷 - 高麗・百済国・新羅国・倭国・日本国
158. 列伝第一百四十九下 北狄 - 鉄勒・契丹・奚国・室韋・靺鞨・渤海靺鞨・霫・烏羅渾国
159. 列伝第一百五十上 - 安禄山・高尚・孫孝哲・史思明
160. 列伝第一百五十下 - 朱泚・黄巣・秦宗権

## 日本に関する記述
『旧唐書』「巻199上 列傳第149上 東夷」には、「倭国伝」と「日本国伝」の2つの記述もあり、「倭国」の記述に続く「日本」においては、「日本國者，倭國之別種也。以其國在日邊，故以日本爲名。或曰：倭國自惡其名不雅，改爲日本。或云：日本舊小國，併倭國之地。其人入朝者，多自矜大，不以實對，故中國疑焉。又云：其國界東西南北各數千里，西界、南界咸至大海，東界、北界有大山爲限，山外即毛人之國。」とあり、「日本の国は、倭国の別の種なり。 その国は日辺に在るを以って、故に日本を以って名と為す。」そして続いて言い分が異なる二例を挙げ、まず「或いは曰く、倭国は自ら其の名が雅でない事を悪（にく）み、改めて日本と為す」、しかし続いて「或いは云ふ、日本は旧小国。倭国の地を併せる。其の人、入朝する者、多くは自ら矜大（傲慢）、実（真実）をもって対（こた）えず。故に中国、焉（これ）を疑う。」 総括として前者の言い分には懐疑的であり、後者の見解により「日本の国は、倭国の別の種なり。 その国は日辺に在るを以って、故に日本を以って名と為す。」の言葉となっている。
そして地勢が述べられ、「又云う、その国境は、東西南北各数千里、西と南の境界は大海に全て至り、東と北は大山が有る為限られている。山の外は即ち毛人の国である。」と記述されている。
そして、宋代初頭の『太平御覧』にもそのまま二つの国である旨が引き継がれている。これについては、編纂過程の影響であると考えるのが日本における通説である。異論も存在していて、例えば、森公章は「日本」の国号成立後の最初の遣唐使であった702年の派遣の際には国号変更の理由について日本側でも不明になっており、遣唐使が唐側に理由を説明することが出来なかった可能性を指摘する。大庭脩は、これを単なる編纂過程のミスではなく「倭国伝」と「日本国伝」の間の倭国（日本）関連記事の中絶期間には、白村江の戦い及び壬申の乱が含まれており、当時の中国側には、壬申の乱をもって「倭国（天智政権）」が倒されて「日本国（天武政権）」が成立したという見解が存在しており、結論が出されないままに記述された可能性があると指摘している。479年、倭王武の都督号に含まれる加羅国の荷知王が南朝の斉に朝貢し「輔国将軍・本国王」に封じられたこと、『日本書紀』が記す任那日本府が武に比定される雄略天皇紀に初出であることも注意を要する。　　